# Alabama Highway Patrol
Pour les articles homonymes, voir AHP.
L'Alabama Highway Patrol (AHP) est le service de la police d'État de l'Alabama. À l'origine, en 1936 ses personnels était uniquement affectés à la patrouille d'autoroute. Dirigée par un major, l'AHP est une division de l'Alabama Department of Public Safety.

## Histoire
Les premiers officiers de police routière de l'Alabama furent assermentés en 1919. En 1927 apparurent les Alabama Highway Officers.

## Flotte de véhicules
- Dans les années 1970, l'AHP innova en utilisant des coupés AMC Javelin, Chevrolet Camaro et autres Ford Mustang.
- Depuis la fin des années 2000, les troupiers de l'AHP roulent dans les versions « Police »  des berlines Ford Crown Victoria et Dodge Charger; des  VUS Chevrolet Tahoe étant aussi en service.

## Armes de service
Depuis la fin des années 1990, les personnels armés du DPS sont dotés de pistolets Glock 22 et 23 de calibre .40 S&W. Depuis 2005, des carabines  de police Bushmaster M4A3 Patrolman et Colt AR-15A4 Carbine en 5,56 mm Otan sont également en service chez les autres policiers intégrés à l'Alabama Department of Public Safety.